# Toriyama Akira Marusaku Gekijō
Toriyama Akira Marusaku Gekijō (鳥山明○作劇場 lit. El taller de teatro de Akira Toriyama?) es una serie de libros editados por Jump Comics de Shueisha Publishing, que compilan varios trabajos de Akira Toriyama, desde que daba sus primeros pasos con Wonder Island hasta uno de sus últimos intentos por volver a tocar la gloria, como es el caso del efímero Go!Go! Ackman.

## Lista de obras incluidas en la colección

### Toriyama Akira Marusaku Gekijō Vol.1
(marzo de 1984) ISBN 4088512618
- Wonder Island (el primer trabajo de Akira Toriyama)
- Wonder Island 2
- ギャル刑事（デカ）トマト ("La chica detective Tomate", después de este trabajo Toriyama empezaría la elaboración de la serie Dr. Slump)
- Pola & Roid
- Mad Matic
- Chobit
- Chobit 2

### Toriyama Akira Marusaku Gekijō Vol.2
(marzo de 1988) ISBN 4088514696
- 本日のハイライ島, ギャル刑事トマト ("Una isla de Japón", "La chica detective Tomate 2")
- Escape
- Pink
- 騎竜少年 ("Dragon Boy")
- トンプー大冒険 ("La gran aventura de Dompú")
- 剣之助さま ("Kennosuke Sama")
- Sonchoh

### Toriyama Akira Marusaku Gekijō Vol.3
(agosto de 1997) ISBN 4088720539
- 豆次郎くん ("MameJiro")
- 空丸くん日本晴れ ("Alrededor de los cielos de Japón")
- 貯金戦士Cashman ("El soldado Cashman")
- Dub & Peter1
- Go!Go! Ackman

- Datos: Q180467